# 식스 더 뮤지컬
《식스 더 뮤지컬》은 영국의 팝 콘서트 형식의 코미디 뮤지컬 작품이다. 작품의 음악·가사·극본은 토비 말로와 루시 모스가 썼다. 작품은 헨리 8세의 6명의 왕비들인 아라곤의 캐서린·앤 불린·제인 시모어·아나 폰 클레페 공녀·캐서린 하워드·캐서린 파 모두가 헨리 8세와 자신에게 얽힌 이야기를 주제로  '헨리 8세에게서 가장 불행했던 사람을 리드보컬로 뽑는' 노래 대결을 펼친다는 콘셉트로 진행된다.
2017년 에든버러 프린지 페스티벌에서 케임브리지 대학 학생 토비 말로와 루시 모스가 작업한 시점이 세계 초연이었다. 이후 웨스트엔드에 진출하여 아트 극장에서 공연되었고, 2019년 영국 투어로 본격적인 공연이 시작되었다. 2019년 5월 북미 투어를 시작했고, 2020년 코로나19 범유행으로 인해 뉴욕 브로드웨이 진출에 제동이 걸렸다가, 2021년 10월 3일 드디어 뉴욕 브로드웨이 초연을 올릴 수 있었다. 이후 2023년 3월 10일부터 26일까지 영국 투어 출연진들이 내한공연을 올렸고, 이후 같은 달 31일부터 6월 25일까지 한국 공연팀이 서울 코엑스 신한카드 아티움에서 대한민국 초연을 올렸다. 특히 대한민국 공연은 작품 창작 최초로 라이선스 공연이 진행되었다.

## 줄거리
- 〈Ex-Wives〉: 헨리 8세의 여섯 왕비들이 어느날 환생하게 되고, 그들은 걸그룹을 결성하게 된다. 그러나 그룹의 센터, 즉 리드보컬을 누가 맡을지를 놓고 언쟁하게 되었다. 그들은 공정함을 위해 "헨리 8세에게서 가장 불행했던 사람"을 리드보컬로 정하기로 하고 노래 경연을 시작하기로 했다.

- 〈No Way〉: 아라곤은 헨리 8세가 결혼 기간 동안 헨리 8세의 요구인 정당한 왕자 출산을 이루기 위해 노력했음에도 불구하고 불린과의 관계가 시작되어서 어떻게 이혼당하고 자신이 어떻게 수녀원에 유폐당했었는지를 이야기한다.

- 〈Don't Lose Ur Head〉: 아라곤에 대한 반격으로 불린은 헨리 8세가 아라곤 대신 자신을 왕비로 삼은 것을 자랑했지만 결국 헨리 8세의 불륜에 불만을 품고 자신마저 다른 남자들과 바람을 피게 되어 도리어 자신이 참수당하게 된 이야기를 읊는다.

- 〈Heart of Stone〉: 시모어는 헨리 8세와 즐거운 시간을 보냈다면서 공격당한다. 그러나 시모어는 자신이 헨리 8세가 진정으로 사랑한 유일한 아내였을 수도 있다는 것을 인정하면서도, 자신은 헨리 8세의 사랑은 조건부였을 뿐이며, 단지 자신이 왕자를 낳았기 때문에 안심할 수 있었던 것일 뿐이었다며 헨리 8세의 많은 결점에도 불구하고 곁을 지켰다고 주장했다.

- 〈Haus of Holbein〉: 시모어의 사망 이후, 헨리 8세는 틴더를 사용하며 다음 왕비 후보를 물색하기에 이른다. 그래서 초상화를 보고 선발하겠다며 한스 홀바인에게 그림을 그려오라 명령했지만, 미녀를 그리는 것은 쉽지 않았고 의외의 문제점이 발견되었다.

- 〈Get Down〉: 그렇게 클레페[a]을 다음 왕비로 간택했으나, 곧 클레페에 대한 애정이 식으며 헨리 8세가 클레페의 "프로필 사진"과 실제 모습이 닮지 않았답시고 이혼을 선언했다. 그렇지만 클레페는 막대한 재산과 헨리 8세가 자신에게 이래라 저래라 하지 않는 리치몬드성에 사는 것에 대해 불평을 늘어놓지만, 결국 자신의 삶에 대해 자랑한다. 그러나 다른 왕비들은 이러한 클레페의 자랑은 비극이 아니라고 비판했고, 클레페는 자신의 호화로웠던 생활은 실제로는 비극이 아니라는 것을 인정하고 경쟁에서 하차한다.

- 〈All You Wanna Do〉: 하워드[b]는 자신이 "별로 알려지지 않은 캐서린"이라고 주장하지만, 자신에 대한 공격에 대해 다른 왕비들의 공격에 반박하며 맞선다. 그리고는 하워드는 자신이 어린 시절에도 복잡한 관계를 가졌던 자신의 과거를 이야기하고, 처음에는 매력을 느끼고 자신에게 접근했지만 결국 남은 것은 심적외상과 성폭력 피해였으며, 이러한 과정의 반복 속에서 자신마저 참수당했음을 토로했다.

- 〈I Don't Need Your Love〉: 경쟁이 격화되면서 여왕들은 진정한 승자가 누구인지에 대해 계속해서 싸웠다. 그러나 파는 자기 자신이 아닌 헨리 8세와의 관계로 자신들을을 정의하는 경쟁의 조건에 의문을 제기했지만 계속 다른 여왕들은 다툼을 계속했다. 이러한 경쟁에 실망한 파는 자신 연인 토마스 시모어와의 이별과 헨리 8세와의 결혼 과정을 소개한다. 하지만 자기 상황에 대한 불만보다도 세상이 알아주지 않은 파 자신의 성과에 대해 토로하게 된다.

- 〈Six〉: 여왕들은 자신들의 주체성이 빼앗겼다는 것을 깨닫고 경쟁을 포기하며 헨리 8세의 관계를 결국 부정하게 된다. 여왕들은 그 이후 자신들의 이야기를 다시 쓰고, 솔로 가수가 아닌 그룹으로 함께 노래하며, 헨리 8세가 없는 자신들의 삶을 상상하며 자신들만의 '해피 엔딩'이 담긴 이야기를 읊는다.

- 〈Megasix〉: 〈Haus of Holbein〉을 제외한 모든 곡의 일부분을 이어 붙인 여흥놀이를 즐기며 이야기를 마친다. 또한 관객들은 이 부분에 한정해 자유롭게 사진 및 영상을 촬영할 수 있으며, 이 부분에서 배우들은 촬영 허가 신호를 관객에게 보낸다.

## 각본 집필

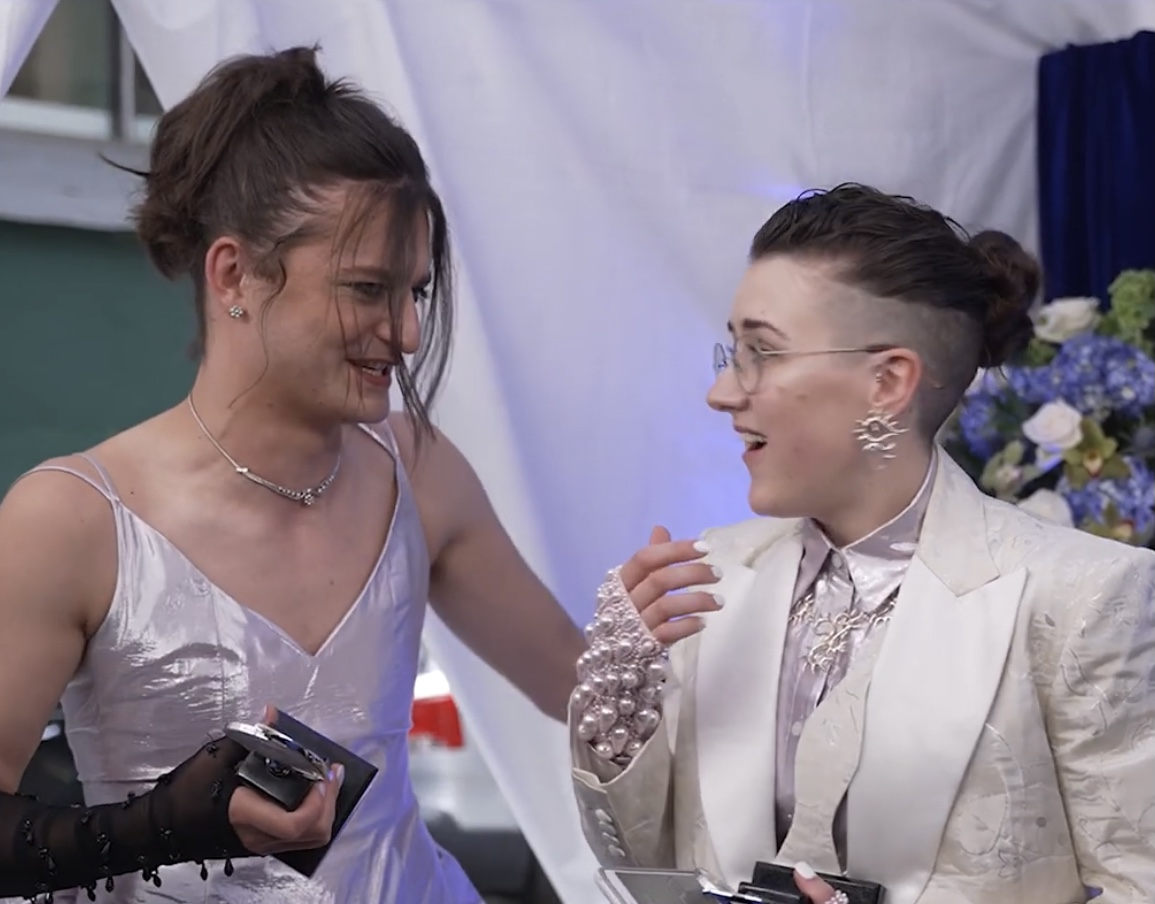
제75회 토니상 시상식에 참석한 제작자 토비 말로 (왼쪽)과 루시 모스(오른쪽).

루시 모스의 회고에 따르면, 2016년 말 케임브리지 대학 뮤지컬 소사이어티가 에든버러 프린지 페스티벌에 공연하는 학생을 지원하는 프로그램에 토비 말로가 선정된 것이 제작의 시작이었고, 토비 말로가 루시 모스에게 공동작업을 제안하면서 창작되었다고 밝혔다. 토비 말로와 루시 모스는 식스 더 뮤지컬 제작 조건으로 팝 음악 사용 · 새로운 형식의 시도·유명한 소재 사용·여성과 논바이너리 출연진 투입을 기본 조건으로 삼았다고 한다. 각본 작업은 2017년 초부터 진행되었지만, 미투 운동의 대두 이전에도 여성 서사와 페미니즘의 메시지를 재밌는 공연 형태로 담은 대중문화 작품에 대한 사회적 갈증이 매우 커서 작품이 주목받았다고 한다. 공교롭게도 초연 이후 얼마 지나지 않은 2017년 후반 미투 운동이 대두되면서 작품에 대한 관심이 매우 높아졌다한다. 그러면서 식스 더 뮤지컬은 미투 운동과 함께 성장했다고 회고했다.
식스 더 뮤지컬 각본 집필 전, 토비 말로는 헨리 8세의 여섯 왕비들에 대한 서적인 안토니아 프레이저의 《The Six Wives of Henry VIII》를 읽었으며, 대중들이 많이 시청한 루시 워슬리 제작 다큐멘터리 시리즈 〈Six Wives〉를 시청하고, 스토리텔링을 강조한 2011년 비욘세 콘서트 〈Live at Roseland: Elements of 4〉에서의 인상 깊었던 지점을 연구하고 참조했다. 이러한 각본 집필은 총 10일간 이뤄졌다.
제작 과정에서 토비 말로와 루시 모스는 각 왕비들의 캐릭터에 실제 여성 보컬들을 입히기로 결정했다. 그 결과 각 캐릭터는 이와 같은 여성보컬들의 이미지를 차용하면서 작품이 완성될 수 있었다.
- 아라곤: 비욘세·제니퍼 로페즈·제니퍼 허드슨[10][11][9]를 참조했다.
- 불린: 마일리 사이러스·에이브릴 라빈·릴리 앨런[9][11] 을 참조했다.
- 시모어: 아델·시아·셀린 디옹[11] 을 참조했다.
- 클레페: 니키 미나즈·리한나[11]를 참조했다.
- 하워드: 브리트니 스피어스·아리아나 그란데[11]를 참조했다.
- 파: 알리샤 키스·에밀리 산데[11]를 참조했다.

## 프로덕션 과정

### 에든버러 프린지 페스티벌 세계 초연 (2017년)
식스 더 뮤지컬의 세계 초연은 케임브리지 대학 뮤지컬 소사이어티의 프레젠테이션으로 에든버러 프린지 페스티벌에서 진행되었다. 세계 초연은 2017년 7월 31일부터 10월 14일까지까지 진행되었고 주로 케임브리지 대학 학생들이 출연진을 맡았다. 세계 초연은 여러번 매진되었고, 2018년 에든버러 프린지 페스티벌에 재초청되었다. 비록 세계 초연은 에든버러 프린지 페스티벌에서 주요 상을 수상하지는 못했지만, 호평과 정식 뮤지컬 레퍼토리로서의 가능성을 확인할 수 있었다.

### 프레-웨스트엔드 투어 (2018년)

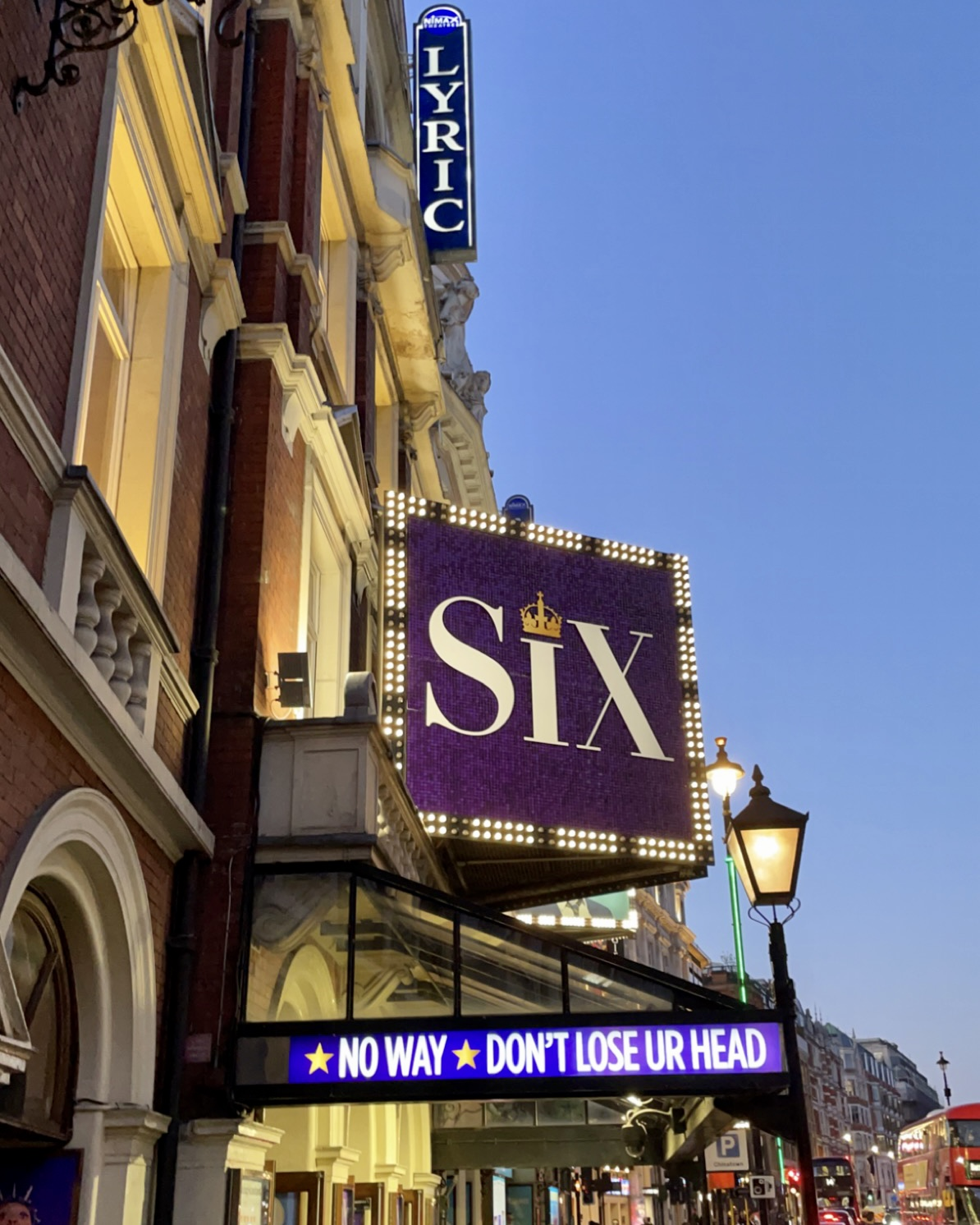
2020년 런던 리릭 극장에 내걸린 식스 더 뮤지컬 홍보 광고물

에든버러 프린지 페스티벌 세계 초연의 성공을 안고 토비 말로와 루시 모스는 케임브리지 대학으로 돌아왔다. 그리고는 케니 왁스·조지 스틸리·웬디 반스·앤디 반스 등의 지원을 받아 식스 더 뮤지컬 각본 등을 발전시켰다. 이를 바탕으로 식스 더 뮤지컬은 작품의 틀을 더 갖춰 전문 공연 버전으로 탈바꿈했고, 2017년 12월 18일 런던 웨스트엔드의 아트 극장에서 전문 공연 버전으로서의 첫 공연을 올렸다.
식스 더 뮤지컬은 2018년 7월 11일부터 12월 30일까지 영국 순회 공연을 올렸다. 영국 순회 공연에서는 에든버러 프린지 페스티벌에서와 런던 아트 극장에서의 재연 일정이 포함되어있었다.

### 웨스트엔드 (2019년~현재)

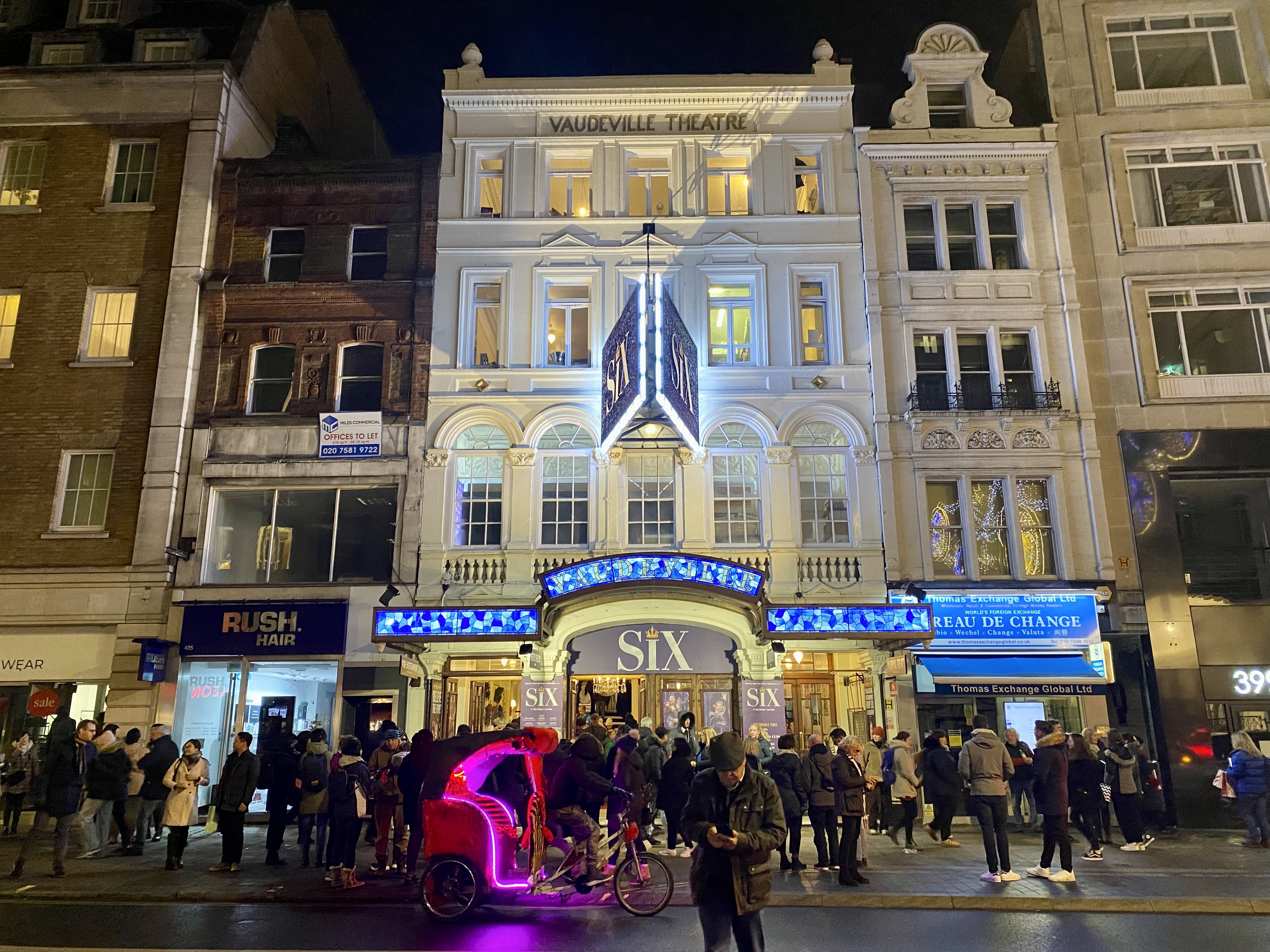
식스 더 뮤지컬이 공연되고 있는 2022년 12월 런던 보드빌 극장

식스 더 뮤지컬은 정식 웨스트엔드 공연을 2019년 1월 17일 런던 아트 극장에서 처음 올렸다. 초기 출연 배우들은 2018년 영국 순회 공연에 출연한 라인업이 다시 출연했으며, 루시 모스와 제이미 아미티지가 감독을 맡았다, 그러나 코로나19 범유행으로 인해 2020년 3월 공연은 일시 중단되었다.
2020년 12월 5일에 가서야 리릭 극장에서 다시 공연이 진행될 수 있었다. 그러나 다시 코로나19가 다시 창궐하면서 공연은 2020년 12월 14일 다시 중단되었다.
2021년 5월 21일 리릭 극장에서 다시 공연이 시작되었고, 2021년 8월 29일까지 그곳에서 공연이 올려졌다. 그 이후 재개관된 보드빌 극장으로 공연 장소를 옮겨 2021년 9월 29일부터 공연이 진행되고 있다.

### 영국 투어 (2019년~현재)
영국 투어는 2019년 10월 24일 길포드 이본느 아르노 극장에서 시작되었지만, 2020년 3월 코로나19 범유행으로 일시 중단되었다. 코로나19 범유행 위기 속에서 드라이브 인 스타일 공연 방식이 2020년 6월 검토되었지만, 더 강력한 봉쇄 조치로 인해 이 계획은 무산되었다. 이후 2021년 6월 8일 캔터베리 공연을 시작으로 영국 투어 일정은 재개되었다.

### 프레-브로드웨이 투어 (2019년)
식스 더 뮤지컬은 2019년 5월 시카고 셰익스피어 극장에서 브로드웨이 입성 트라이아웃 같은 분위기로 북미 초연을 올렸다. 공연은 2019년 5월 14일 시작되었고, 장기 공연을 통한 흥행에 성공해 2019년 8월 브로드웨이 입성이 결정되었다. 2019년 8월 말, 공연팀은 메사추세츠주 케임브리지의 아메리칸 레퍼토리 극장으로 옮겨서 공연을 지속했다.한편, 2019년 11월 에드먼턴 시타델 극장에서 캐나다 초연도 진행되었다. 이 공연은 미네소타주 세인트폴 오드웨이 공연센터에서의 공연으로 마무리되었다.

### 오스트레일리아 (2020년·2021년~2023년·2024년~현재)
식스 더 뮤지컬의 오스트레일리아 초연은 2020년 1월 시드니 오페라 하우스에서 올려졌다. 프로덕션은 원래 2020년 중반 멜버른 코미디 극장 공연과 2020년말 애들래이드 허마제스터리 극장에서의 애들레이드 카바레 축제 공연 일정까지 기획되었으나, 코로나19 범유행으로 이 구상은 연기되어 무산되었다. 오스트레일리아 공연은 루이즈 위쳐스, 마이클 코펠, 린다 베윅이 감독을 맡았다. 공연은 2021년 12월 19일 시드니 오페라 하우스에서 재개되어 2022년 4월 2일까지 진행되었다. 이 프로덕션은 2023년 2월 브리즈번 공연을 끝으로 그 당시의 라인업대로의 공연을 마쳤다. 2023년 11월 28일, 새로운 출연 라인업으로 공연 계획이 공개되어 2024년 8월 멜버른 공연으로 재개될 것이며, 10월 시드니 공연과 2025년 1월 브리즈번 공연이 예정되어있다.

### 브로드웨이 (2020년·2021년~현재)

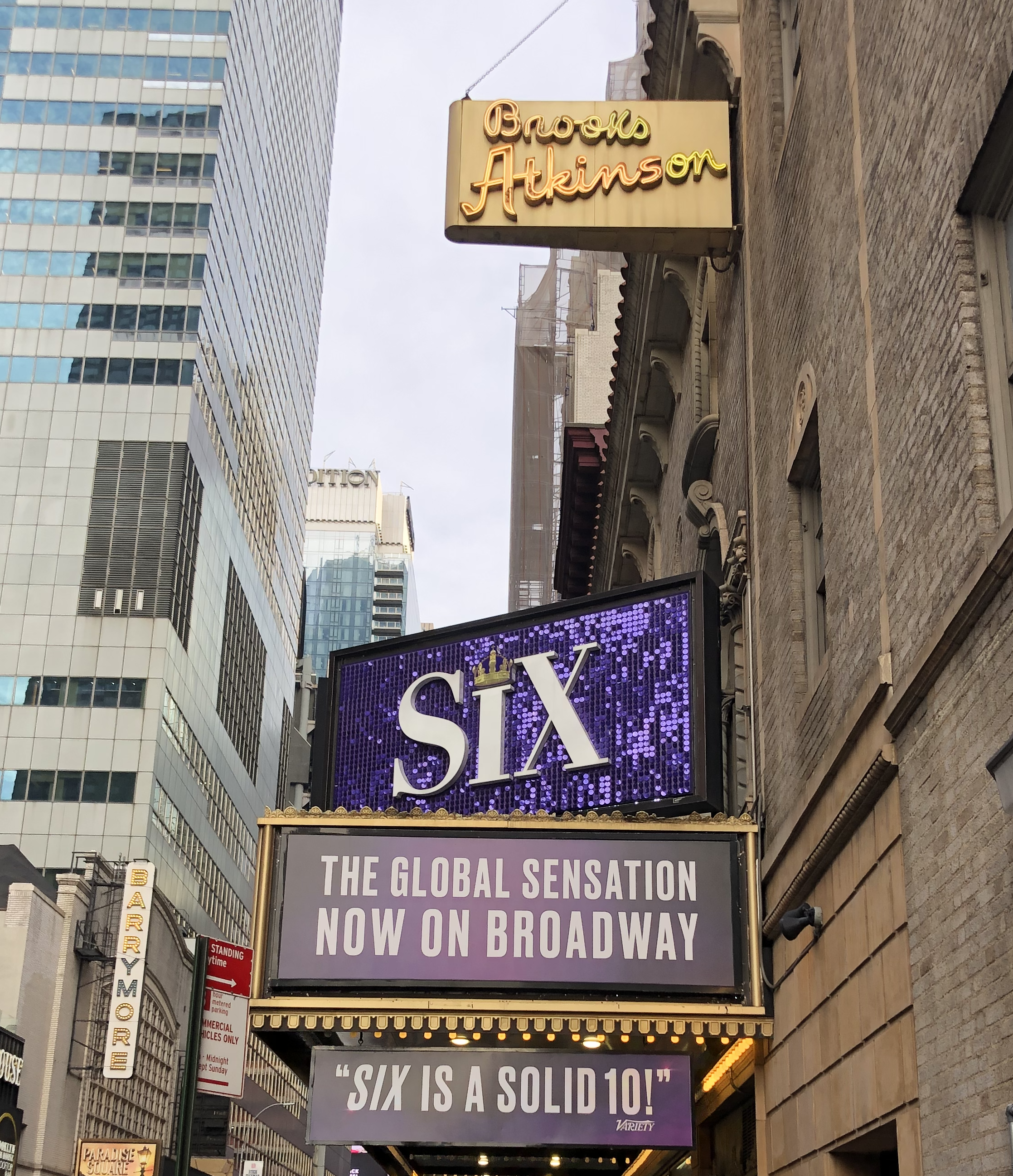
2022년 5월 식스 더 뮤지컬의 뉴욕 레나 호른 극장에 걸린 식스 더 뮤지컬의 광고 사인

식스 더 뮤지컬은 2020년 2월 13일 레나 호른 극장에서 브로드웨이 프리뷰공연을 올렸다.' 그 이후 정식 브로드웨이 초연 첫날로 예정된 2020년 3월 12일 코로나19 범유행으로 인한 모든 브로드웨이 공연장 폐쇄 명령이 내려져 브로드웨이 정식 초연인 한동안 이뤄지지 않았다. 식스 더 뮤지컬의 브로드웨이 제2차 프리뷰는 2021년 9월 17일 진행되었고, 이어 10월 3일 정식 브로드웨이 초연이 올려졌다. 버라이어티는 식스 더 뮤지컬의 브로드웨이 초연이 코로나19 범유행이 시작된 이후 브로드웨이에서 처음으로 올려진 완벽히 새로운 뮤지컬로 브로드웨이 공연 재개를 축하하는 행사이기도 했다고 보도했다. 브로드웨이 초연 공연 팀은 2019년 북미 투어 라인업을 승계했다. 공연 홍보를 위해 2021년 메이시스 추수감사절 퍼레이드에도 참여했다.
2022년 5월 6일 브로드웨이 공연 판본을 바탕으로 한 음반 버전도 공개되었는데, 이 판본은 2021년 10월 3일 개막 공연 실황 녹음판본이다.

### 북미 투어 (2022년~현재)
식스 더 뮤지컬의 미국 투어 일정은 시카고 브로드웨이 플레이하우스 극장에서 시작할 계획이었으나, 코로나19 범유행으로 그 계획은 무산되었다.. 그래서 "아라곤 투어" 프로젝트로 제1차 투어가 2022년 3월 29일 시카고 CIBC 극장 공연으로 시작되었다.이 일정은 2023년 7월 종료되었고, 이 라인업은 그해 12월 브로드웨이 공연팀으로 합류하였다.
"불린 투어" 프로젝트로 계획된 제2차 미국 투어도 2022년 9월 20일 라스베가스 스미스 공연센터 공연을 시작으로 진행되었다.

### 캐나다 (2023년~2024년)
식스 더 뮤지컬의 캐나다 프로덕션은 2023년 8월 12일부터 9월 10일까지 에드먼턴 시타델 극장 공연을 시작으로 출발했다. 이후 2023년 9월 23일 토론토 로열 알렉산드라 극장으로 옮겨서 2024년 5월 26일까지 잔행되었다.

### 대한민국 (2023년)
식스 더 뮤지컬은 작품 최초로 비영어권 정식 공연의 출발지로 대한민국을 선택했고, 대한민국 공연은 서울 코엑스 신한카드 아티움에서 2022년 3월 10일 아시아 초연으로 시작했다.3월 10일부터 26일까지 진행된 공연은 영국 투어 공연팀이 대한민국을 방문하는 내한공연으로 진행되었다. 이후 같은 장소에서 2023년 3월 31일 한국인 출연진들로 편성된 라이선스 공연이 시작되었다. 이 대한민국 라이선스 공연은 작품 최초의 정식 라이선스 공연이기도 하다.라이선스 공연 과정에서 진행된 한국어 번역 작업은 황석희가 담당했다. 대한민국 라이선스는 6월 25일까지의 서울 공연 이후 7월 1일과 2일 세종특별자치시 세종예술의전당 공연으로 마무리되었다.

### 일본 (2025년)
2025년 1월 8일부터 26일까지 도쿄 EX 시어터 롯폰기에서의 영국 투어팀의 일본 오리지널 공연을 시작으로 같은 장소에서 1월 31일부터 2월 21일까지의 도쿄 라이선스 공연으로 일본 프로덕션을 시작했다. 이후 공연은 2월 28일부터 3월 2일까지의 나고야 미소노자 극장에서, 3월 7일부터 16일까지의 오사카 우메다 예술극장에서의 추가 공연으로 이어졌다.
일본 라이선스 공연팀은 2025년 11월 4일부터 9일까지 영국 런던 공연장인 보드빌 극장에서의 원정 공연도 예정되어있다. 이 원정 공연은 일본어로 진행하며, 이는 웨스트엔드에서 진행하는 식스 더 뮤지컬 프로덕션 최초의 외국어 공연이 된다.

### 논 레플리카 공연
2023년 9월 9일 폴란드 바르샤바에서,  2023년 10월 14일 헝가리 부다페스트에서 논 레플리카 방식의 공연이 올려졌다.

## 출연진

### 대한민국 공연 출연진
| 역할   | 내한공연                                | 내한공연                                | 라이선스 초연                                               | 라이선스 초연                                               |
| 역할   | 2023년 3월 10일 ~ 26일                  | 2023년 3월 10일 ~ 26일                  | 2023년 3월 31일 ~ 6월 25일 (서울) 2023년 7월 1일·2일 (세종) | 2023년 3월 31일 ~ 6월 25일 (서울) 2023년 7월 1일·2일 (세종) |
| ------ | --------------------------------------- | --------------------------------------- | ----------------------------------------------------------- | ----------------------------------------------------------- |
| 아라곤 | 클로이 하트 (Chlöe Hart)                | 클로이 하트 (Chlöe Hart)                | 이아름솔 · 손승연                                           | 이아름솔 · 손승연                                           |
| 불린   | 제니퍼 콜드웰 (Jennifer Caldwell)       | 제니퍼 콜드웰 (Jennifer Caldwell)       | 김지우 · 배수정                                             | 김지우 · 배수정                                             |
| 시모어 | 케이시 알-쉐크시 (Casey Al-Shaqsy)      | 케이시 알-쉐크시 (Casey Al-Shaqsy)      | 박혜나 · 박가람                                             | 박혜나 · 박가람                                             |
| 클레페 | 제시카 나일즈 (Jessica Niles)           | 제시카 나일즈 (Jessica Niles)           | 김지선 · 최현선                                             | 김지선 · 최현선                                             |
| 하워드 | 레베카 위크스 (Rebecca Wickes)          | 레베카 위크스 (Rebecca Wickes)          | 김려원 · 솔지                                               | 김려원 · 솔지                                               |
| 파     | 알라나 마리아 로빈슨 (Alana M Robinson) | 알라나 마리아 로빈슨 (Alana M Robinson) | 유주혜 · 홍지희                                             | 유주혜 · 홍지희                                             |

### 일본 공연 출연진
| 역할   | 오리지널팀 일본 공연               | 오리지널팀 일본 공연               | 라이선스 초연                                                                                           | 런던 특별 공연                  |
| 역할   | 2025년 1월 8일 ~ 26일              | 2025년 1월 8일 ~ 26일              | 2025년 1월 31일 ~ 2월 21일 (도쿄) 2025년 2월 28일 ~ 3월 2일 (나고야) 2025년 3월 7일 ~ 3월 16일 (오사카) | 2025년 11월 4일 ~ 9일           |
| ------ | ---------------------------------- | ---------------------------------- | --- | ------------------------------- |
| 아라곤 | 빌리 커 (Billie Kerr)              | 빌리 커 (Billie Kerr)              | 스즈키 에미코 · 성선임                                                                                  | 성선임                          |
| 불린   | 이나 트레스발레스 (Yna Tresvalles) | 이나 트레스발레스 (Yna Tresvalles) | 타무라 메이미 · 미나모토 마호                                                                           | 타무라 메이미 · 미나모토 마호   |
| 시모어 | 리버티 스토터 (Liberty Stottor)    | 리버티 스토터 (Liberty Stottor)    | 하라다 마하야 · 하루미                                                                                  | 하루미                          |
| 클레페 | 한나 빅토리아 (Hannah Victoria)    | 한나 빅토리아 (Hannah Victoria)    | 엘리아나 · 스가야 마리                                                                                  | 엘리아나 · 스가야 마리          |
| 하워드 | 리지 에머리 (Lizzie Emery)         | 리지 에머리 (Lizzie Emery)         | 스즈키 아이리 · 도요하라 에리카                                                                         | 스즈키 아이리 · 도요하라 에리카 |
| 파     | 엘로이즈 로드 (Eloise Lord)        | 엘로이즈 로드 (Eloise Lord)        | 가즈키 소라 · 사이토 류키                                                                               | 가즈키 소라 · 사이토 류키       |

### 영어권 공연 초기 출연진
| 역할   | 웨스트엔드           | 웨스트엔드           | 브로드웨이      | 브로드웨이      | 오스트레일리아  | 북미 투어 (아라곤) | 북미 투어 (불린) | 캐나다             |
| 역할   | 2018                 | 2018                 | 2020/2021       | 2020/2021       | 2020            | 2022               | 2022             | 2023               |
| ------ | -------------------- | -------------------- | --------------- | --------------- | --------------- | ------------------ | ---------------- | ------------------ |
| 아라곤 | Jarnéia Richard-Noel | Jarnéia Richard-Noel | Adrianna Hicks  | Adrianna Hicks  | Chloé Zuel      | Khaila Wilcoxon    | Gerianne Pérez   | Jaz Robinson       |
| 불린   | Millie O'Connell     | Millie O'Connell     | Andrea Macasaet | Andrea Macasaet | Kala Gare       | Storm Lever        | Zan Berube       | Julia Pulo         |
| 시모어 | Natalie Paris        | Natalie Paris        | Abby Mueller    | Abby Mueller    | Loren Hunter    | Jasmine Forsberg   | Amina Faye       | Maggie Lacasse     |
| 클레페 | Alexia McIntosh      | Alexia McIntosh      | Brittney Mack   | Brittney Mack   | Kiana Daniele   | Olivia Donalson    | Terica Marie     | Krystal Hernández  |
| 하워드 | Aimie Atkinson       | Aimie Atkinson       | Samantha Pauly  | Samantha Pauly  | Courtney Monsma | Didi Romero        | Aline Mayagoitia | Elysia Cruz        |
| 파     | Maiya Quansah-Breed  | Maiya Quansah-Breed  | Anna Uzele      | Anna Uzele      | Vidya Makan     | Gabriela Carrillo  | Sydney Parra     | Lauren Mariasoosay |

### 왕실 밴드
공연에는 "왕실 밴드"로 알려진 반주 전문 팀이 함께 출연하고 있는데, 이들의 이름은 그 당시 실제 인물들을 담당한 실제 시녀들의 이름을 딴 것이다. 〈플레이 빌〉지에 따르면, 무대 위 왕실 밴드 멤버들은 "수많은 음악과 연기를 바탕으로 관객들을 공연에 더욱 몰입하게끔 해 공연의 날카로운 위트를 강조하는 미묘한 안무들을 보여줬다"고 한다.
"왕실 밴드"는 다음과 같이 설정되어 있으며, 이들은 실제 여성 반주자들이 맡고 있다.
- 기타 : 매기
- 베이스 : 베시
- 키보드 : 조안
- 드럼 : 마리아

### 특이 사항
공동 창작자인 토비 말로는 2019년 7월 28일 두번의 런던 웨스트엔드 공연 당시 파 담당 배우의 개인 사정으로 인한 부재를 보충하기 위해 직접 연기자로 출연했다.

## 음악

### 뮤지컬 넘버 리스트
- 〈Ex-Wives〉– 다 같이
  - 〈Ex-Wives (Reprise)〉 – 다 같이
- 〈No Way〉 – 아라곤
- 〈Don't Lose Ur Head〉 – 불린
- 〈Heart of Stone〉 – 시모어
- 〈Haus of Holbein〉 – 다 같이
- 〈Get Down〉 – 클레페
- 〈All You Wanna Do〉 – 하워드
- 〈I Don't Need Your Love〉 – 파
  - 〈I Don't Need Your Love (리믹스)〉 – 파를 중심으로 다 같이
- 〈Six〉 – 다 같이
- 〈The Megasix (앵콜)〉 – 다 같이

### 공연 녹음

#### 스튜디오 녹음판
《Six (Studio Cast Recording)》는 정규 음반 버전으로 2018년 8월 31일 공개되었다. 그 이후  추가 레코드판 녹음 작업은 2022년 3월 11일부터 진행되었다.
음반은 출시 직후 영국 차트 4위를 기록했으며, 다른 영국 차트에서도 10위를 차지했다. 그외에도 영국 앨범 다운로드 차트 65위, 미국 빌보드 차트 2위도 달성하였다.영국 축음기 협회는 이 성과를 바탕으로 2021년 11월 골드 앨범을 시상했다. 〈Don't Lose Ur Head〉는 2022년에, 〈Ex-Wives〉는 2023년에 실버 인증을 받았다 그 이외에도 싱어롱을 위한 반주 버전도 2019년 7월 30일 출시했다.

#### 브로드웨이 공연 실황 녹음판
《Six: Live on Opening Night (Original Broadway Cast Recording)》은 라이브 음반으로 2021년 10월 3일 브로드웨이 초연 당시 실황을 녹음한 판본이다. 이 앨범은 브로드웨이 뮤지컬 사상 처음으로 오리지널 라인업의 공연 실황을 녹음한 것이기도 하다. 이 녹음본은 2022년 5월 6일 디지털판으로 공개되었다. 이 판본은 모든 정규 넘버를 포함해 브로드웨이 추가곡이 들어갔다. 발매 이후 2주간 빌보드 캐스트 앨범 차트 1위를 기록했으며, 3500만명이 스트리밍으로 들었다. 이 판본은 CD와 레코드판으로도 출시되었다.

## 콘셉트

### 캐스팅
토비 말로와 루시 모스는 공연계 내부의 성 다양성의 부족을 문제점으로 지적하며 식스 더 뮤지컬 제작 과정에서 다양성과 퀴어함을 중점에 뒀다. 토비 말로와 루시 모스는 그래서 출연진들을 여성 또는 논바이너리로 구성하도록 기획했고, 작품 자체가 대중들에게 보여주기 어려웠던 퀴어 서사를 보여주는 방향으로 기획했다.

### 역사 고증
식스 더 뮤지컬은 실제 역사를 바탕으로 뒀지만 등장인물들의 묘사에서는 표현의 자유가 필요했었다. 이러한 과정에서 여섯 왕비들의 결혼·이혼·처형과 같은 역사적 사실을 반영했다.
공연은 역사적 사실을 바탕으로 구성되었는데, 작품에서는 등장인물에 대한 동정적인 묘사를 중점에 뒀다. 예를 들어, 작품에서는 사학계의 논쟁인 캐서린 하워드의 성폭력 피해를 언급한다. 이러한 역사 고증의 영향으로 수잔나 립스컴과 개러스 러셀과 같은 연구자와 작가들은 자신이 식스 더 뮤지컬의 팬이라고 밝혔다.

### 오디오 작업
대부분은 인이어 마이크를 사용하는데 반면, 식스 더 뮤지컬에서는 핸드헬드 마이크를 사용한다. 이를 위해 공연 의상에 마이크를 보관할 수 있는 부분을 만들어 둘 정도였다. 토비 말로와 루시 모스는 핸드헬드 마이크 사용에 대해 "비욘세 공연에서 영감을 얻었다"고 밝혔다. 출연진들은 또한 인이어 모니터를 사용하기도 한다.

## 반응
데일리 텔레그래프의 도미니크 캐번디시는 아트 극장에서의 프로덕션에 대한 리뷰에서 식스 더 뮤지컬에 대해 "영광스럽고, 설득력 있고, 일관성 있고, 자신감 있으며, 창의적이다"라고 평가했다. 가디언의 린 가드너는 "식스 더 뮤지컬은 어리석어 보이지만, 여성으로서의 피해와 생존 서사에 대한 몇가지 중요한 지적을 짚었다"고 평가했다.
시카고 공연에 대하여 공연평론가인 크리스 존스는 시카고 트리뷴지에 "유머 감각과 '급진적인 정신'을 가진 '역동적'이고 '돌발적'이다. 토비 말로와 루시 모스는 '역량 있으며 재미있는 작가'다"라 평가했다. 시카고 공연 당시 출연진들에 대해서는 "강렬하고 헌신하며 재능 있는 여성 배우들이 가진 음악적 힘"을 호평했다. 존스는 식스 더 뮤지컬은 처음 부분에서의 노래 경연에서 빚어진 자만심의 틀에 갇히지 않고 등장인물들의 감정적을 중점으로 하면서 10분 분량의 내용을 추가하는 것이 좋겠다고 제안했다. 이어 또한 넘버의 반주가 현실적인 부분이 있다고 평가했다. 끝으로 식스 더 뮤지컬은 복잡한 역사의 역설 속에서 여성의 기억이 한 남자의 삶과 연결되어 있다는 점에서 그러한 것을 생각하는 관객들이 있을 것이라 평가했다.
미국 공영방송 WTTW의 헤디 와이스는 시카고 공연 라인업의 각 출연자를 지목하며 식스 더 뮤지컬에 대해 "감각적인 뮤지컬"이라고 칭찬했다. 와이스는 또한 식스 더 뮤지컬은 각 캐릭터에 대해 설득력 있는 사례를 언급한다고 생각했으며, 작가들을 호평하는 것 외에도 루시 모스와 제이미 아미티지의 다이나믹한 연출, 로버타 두착의 강력한 음악적 연출, 가브리엘라 슬레이드의 반짝이는 의상, 팀 데이링의 아레나 스타일 조명을 주목할 지점으로 언급했다.
브로드웨이 월드의 레이첼 와인버그는 "식스 더 뮤지컬은 '찬란한' 출연진과 독창적이고 눈에 띄는 구성의 공연을 통해 '즐거운 방식으로 시대착오적인 가부장제를 전복하려는' 이미지를 표현했다고 평가했다.
뉴욕 타임즈의 제시 그린은 식스 더 뮤지컬이 "순수한 오락"이며, 시나리오는 "짗궂게 똑똑"하며, 시카고 출연진의 강력한 가창력은 식스 더 뮤지컬을 "아낌없이" 표현했으며, "브로드웨이의 지원을 받으면 화려한 북미 초연 작품으로 좋다"고 평가했다. 2021년 브로드웨이 초연 이후 제시 그린은 다시 뉴욕 타임즈의 '비평자의 선택' 코너 기고를 통해 다시 긍정적으로 평가하며, "역사에서 뒹굴고 울려 퍼지는 폭발"이라고 평가했다.
버라이어티의 프랭크 리조는 "식스 더 뮤지컬은 TV 시리즈 〈마스터피스 극장〉은 아니다. 그렇지만 말랑말랑하고 재밌는 〈10〉같은 느낌이다."라고 평가했다.
뉴욕 포스트의 자니 올레신스티는 출연한 4명의 배우중 3명의 배우의 넘버 가창력에 대해 "똑똑하고 귀에 쏙쏙 들어온다"고 평가했다.

## 수상

### 웨스트엔드
| 연도 | 시상              | 분야                     | 지명 대상                                                                                         | 결과 |
| ---- | ----------------- | ------------------------ | ------------------------------------------------------------------------------------------------- | ---- |
| 2019 | 로런스 올리비에상 | 최우수 신작 뮤지컬상     | 최우수 신작 뮤지컬상                                                                              | 후보 |
| 2019 | 로런스 올리비에상 | 여자 조연상              | 아이미 애트킨슨·알렉시아 매킨토시·자네이아 리처드-노엘·밀리 오코넬·마이야 콴사-브레드·나탈리 파리 | 후보 |
| 2019 | 로런스 올리비에상 | 음악상                   | 조 빙턴·톰 규란·토비 말로·루시 모스                                                               | 후보 |
| 2019 | 로런스 올리비에상 | 최우수 공연 안무가상     | 캐리 앤 잉그루유                                                                                  | 후보 |
| 2019 | 로런스 올리비에상 | 최우수 의상상            | 가브리엘라 슬레이드                                                                               | 후보 |
| 2020 | 영국 흑인 공연상  | 최우수 뮤지컬 여자배우상 | 마이야 콴사-브레드                                                                                | 후보 |

### 브로드웨이
| 연도 | 시상               | 분야                          | 대상                                                                        | 결과 |
| ---- | ------------------ | ----------------------------- | --------------------------------------------------------------------------- | ---- |
| 2020 | 드라마 리그 어워드 | 뮤지컬 연출상                 | 뮤지컬 연출상                                                               | 후보 |
| 2020 | 드라마 리그 어워드 | 공연 공로상                   | 브리트니 맥                                                                 | 후보 |
| 2022 | 토니상             |                               |                                                                             |      |
| 2022 | 토니상             | 뮤지컬 작품상                 | 뮤지컬 작품상                                                               | 후보 |
| 2022 | 토니상             | 최우수 오리지널 작곡상        | 토비 말로·루시 모스                                                         | 수상 |
| 2022 | 토니상             | 최우수 뮤지컬 감독상          | 루시 모스·제이미 아미티지                                                   | 후보 |
| 2022 | 토니상             | 최우수 뮤지컬 의상상          | 가브리엘라 슬레이드                                                         | 수상 |
| 2022 | 토니상             | 최우수 뮤지컬 조명상          | 팀 딜링                                                                     | 후보 |
| 2022 | 토니상             | 최우수 음향 디자인상          | 폴 게이트하우스                                                             | 후보 |
| 2022 | 토니상             | 최우수 공연 안무가상          | 캐리 앤 잉그루유                                                            | 후보 |
| 2022 | 토니상             | 최우수 조직가상               | 톰 큐란                                                                     | 후보 |
| 2022 | 드라마 데스크상    | 뮤지컬 작품상                 | 뮤지컬 작품상                                                               | 후보 |
| 2022 | 드라마 데스크상    | 앙상블상                      | 애드리안 힉스·안드레아 마카셋·브리트니 맥·애비 뮐러·사만다 폴리·안나 우젤레 | 수상 |
| 2022 | 드라마 데스크상    | 최우수 뮤지컬 의상상          | 가브리엘라 슬레이드                                                         | 수상 |
| 2022 | 드라마 데스크상    | 최우수 무대미술상             | 엠마 베일리                                                                 | 후보 |
| 2022 | 드라마 데스크상    | 최우수 음향 디자인상          | 폴 게이트하우스                                                             | 후보 |
| 2022 | 드라마 데스크상    | 최우수 뮤지컬 감독상          | 루시 모스·제이미 아미티지                                                   | 후보 |
| 2022 | 드라마 데스크상    | 최우수 공연 안무가상          | 캐리 앤 잉그루유                                                            | 후보 |
| 2022 | 드라마 데스크상    | 최우수 조직가상               | 톰 큐란                                                                     | 후보 |
| 2022 | 드라마 데스크상    | 최우수 음악상                 | 토비 말로·루시 모스                                                         | 수상 |
| 2022 | 드라마 데스크상    | 최우수 가사상                 | 토비 말로·루시 모스                                                         | 수상 |
| 2022 | 드라마 데스크상    | 최우수 각본상                 | 토비 말로·루시 모스                                                         | 후보 |
| 2022 | 외부 비평가회상    | 최우수 브로드웨이 신규 작품상 | 최우수 브로드웨이 신규 작품상                                               | 수상 |
| 2022 | 외부 비평가회상    | 최우수 작곡상                 | 토비 말로·루시 모스                                                         | 수상 |
| 2022 | 외부 비평가회상    | 최우수 의상상                 | 가브리엘라 슬레이드                                                         | 수상 |
| 2023 | 그래미상           | 최우수 뮤지컬 앨범상          | 〈Six: Live on Opening Night〉                                              | 후보 |

## 영상화 작업

### 공식 공연 실황 녹화
2022년 6월, 식스 더 뮤지컬의 공식 공연 실황 녹화 계획을 공개했다. 웨스트엔드 초연 라인업 그대로 추진되었다. 녹화는 2022년 6월 29일·30일에 보드빌 극장에서 열렸으며, 관객 티켓은 추첨을 통해 판매되었다. 공연 실황 녹화본은 2025년 4월 6일 영국과 아일랜드 영화관에서 공개되었으며, 국제 개봉일은 아직 발표되지 않았다. 공식 공연 실황 녹화본 극장 상영을 기념하기 위해 출연진들로 구성된 걸그룹 SVN이 부르고 각본을 쓴 토비 말로와 루시 모스가 작업한 기념곡 〈My Girls〉가 2025년 4월 3일 공개되었다.

### 영화판 제작설
2020년 10월, 토비 말로와 루시 모스는 식스 더 뮤지컬의 영화판 제작 가능성을 언급한 적이 있었다.

## 영향

### 그룹 SVN
식스 더 뮤지컬 웨스트엔드 초연 이후, 이 출연진들인 아이미 애트킨슨·알렉시아 매킨토시·자네이아 리처드-노엘·밀리 오코넬·마이야 콴사-브레드·나탈리 파리는 그레이스 무아트와 합작으로 걸그룹 'SVN'을 결성하고 2022년 싱글 〈Woman〉과 〈Free〉를 발표했다. 이후 활동을 지속해 2022년 〈Boss〉와 〈At Christmas〉를, 2023년 〈Triggered〉를 발표했다.

### 패러디 작품 《파이브:더 패러디 뮤지컬》
식스 더 뮤지컬의 영향으로 도널드 트럼프와 연관된 다섯 여성들의 이야기로 번안한 패러디 뮤지컬인 《파이브:더 패러디 뮤지컬》이 미국에서 제작되었다. 여기서 파이브는 전 부인인 이바나 트럼프와 말라 메이플스· 현재 부인인 멜라니아 트럼프·과거 도널드 트럼프와 성 추문으로 연관된 스토미 대니얼스·딸 이방카 트럼프로 구성된 다섯 여성을 의미한다. 공연은 2024년 2월 19일부터 3월 10일까지 미국 뉴욕 오프 브로드웨이 극장 '시어터555'에서 공연되었다.

### 내용주
1. ↑  작품에서는 클레페의 이름을 독일어식 표기인 '안나'로 표기하는데, 이는 영어식 표기인 '앤'을 사용했다가 앤 불린과 혼동될 우려가 있어서이다.
2. ↑  영어 공연에서는 캐서린 하워드의 캐서린을 K 자로 표기하는데, 이는 다른 캐서린들과의 혼동을 방지하기 위해서다.

### 참고주
1. 1 2  Clements, Carly-Ann (2018년 4월 16일). “Marking her-story: SIX announces UK tour and West End run”. 《Official London Theatre》. 2023년 2월 28일에 확인함.
2. ↑  “Mirvish.com: SIX The Musical”. 《www.mirvish.com》 (영어). 2023년 11월 25일에 확인함.
3. 1 2  Wilcock, Tim (2017년 8월 25일). “SiX”. 《FringeReview》. 2022년 7월 9일에 확인함.
4. 1 2  Thomas, Sophie (2023년 1월 17일). “Everything you need to know about 'Six the Musical' in the West End”. 《London Theatre》.
5. ↑  Hewis, Ben (2019년 5월 14일). “Six the Musical announces further dates for UK tour”. 《WhatsOnStage》. 2023년 2월 28일에 확인함.
6. 1 2  McPhee, Ryan (2019년 8월 1일). “Six Musical, Putting Henry VIII's Wives in the Spotlight, Heads to Broadway”. 《Playbill》. 2019년 8월 1일에 확인함.
7. ↑  이지윤 (2023년 3월 16일). “英 오리지널로 보는 ‘식스 더 뮤지컬’… 폭발적 성량에 관객들 환호”. 《동아일보》. 2024년 6월 8일에 확인함.
8. ↑  장지영 (2023년 5월 6일). ““‘식스 더 뮤지컬’은 미투 운동과 함께 성장했어요””. 국민일보. 2024년 6월 8일에 확인함.
9. 1 2 3 4 5 6 7  Paulson, Michael (2020년 2월 27일). “The Making of 'Six': How Tudor Queens Turned Into Pop Stars”. 《The New York Times》. ISSN 0362-4331. 2023년 4월 29일에 확인함.
10. 1 2  Crompton, Sarah (2020년 1월 16일). “With SIX, Playwrights Lucy Moss and Toby Marlow Dramatize the Tudor Dynasty - One Power Ballad at a Time”. 《Vogue》.
11. 1 2 3 4 5 6  McHenry, Jackson (2020년 3월 4일). “Henry VIII's Discarded Queens Get Their Revenge in Broadway's Six”. 《New York》.
12. ↑  Thomas, Sophie (2023년 4월 12일). “Everything you need to know about 'Six the Musical' in the West End”. 《London Theatre》. 2023년 4월 29일에 확인함.
13. ↑  “About”. 《Six on Broadway》. 2023년 4월 29일에 확인함.
14. ↑  Bowie-Sell, Daisy (2018년 8월 29일). “Six extends in the West End”. 《WhatsOnStage》.
15. ↑  Paskett, Zoe (2018년 10월 3일). “Six the musical is returning to the West End next year”. 《Evening Standard》. 2018년 11월 6일에 확인함.
16. ↑  Lefkowitz, Andy (2020년 3월 16일). “All Theaters in London's West End to Close Due to COVID-19”. 《Broadway.com》. 2023년 2월 28일에 확인함.
17. ↑  McPhee, Ryan (2020년 12월 6일). “Six Resumes Performances in London's West End December 5”. 《Playbill》. 2020년 12월 6일에 확인함.
18. ↑  “London theatres 'devastated' to close again under tier 3 restrictions”. 《BBC News》. 2020년 12월 14일. 2020년 12월 19일에 확인함.
19. ↑  Wood, Alex (2021년 7월 14일). “Six the Musical to move into new West End 'forever home' in September”. 《WhatsOnStage》. 2021년 7월 14일에 확인함.
20. ↑  Wild, Stephi (2019년 9월 5일). “SIX Announces Full Casting for UK Tour”. 《BroadwayWorld》. 2023년 2월 28일에 확인함.
21. ↑  Ravindran, Manori (2020년 5월 5일). “West End Officially Extends Shutdown Until June 28”. 《Variety》. 2021년 4월 15일에 확인함.
22. ↑  McPhee, Ryan (2020년 6월 29일). “SIX Musical Will Play Drive-In Style Across the U.K.”. 《Playbill》.
23. ↑  Wiegand, Chris (2020년 7월 15일). “UK tour for hit show Six and top music acts axed due to local lockdown concerns”. 《The Guardian》. 2023년 2월 28일에 확인함.
24. ↑  “Exclusive: New Six musical tour cast announced” (미국 영어). 2021년 4월 26일. 2024년 4월 11일에 확인함.
25. ↑  Gans, Andrew (2018년 12월 20일). “New Musical Six, About Wives of King Henry VIII, Will Play Chicago Shakespeare Theater”. 《Playbill》. 2023년 2월 28일에 확인함.
26. ↑  Jones, Chris (2018년 12월 20일). “Chicago Shakespeare to nix 'Broomsticks' and premiere new rock opera 'Six'”. 《Chicago Tribune》. 2019년 1월 22일에 확인함.
27. ↑  Franklin, Marc J. (2019년 5월 24일). “Go Inside Opening Night of Six at Chicago Shakespeare Theatre”. 《Playbill》. 2020년 5월 31일에 확인함.
28. ↑  Musbach, Julie (2018년 5월 20일). “SIX Extends Chicago Run Through August 4th”. 《BroadwayWorld.com》. 2019년 9월 10일에 확인함.
29. ↑  Paulson, Michael (2019년 8월 1일). “Divorced. Beheaded. Broadway.”. 《The New York Times》. 2020년 5월 31일에 확인함.
30. ↑  Meyer, Dan (2019년 8월 26일). “What Did Critics Think of Six at American Repertory Theater?”. 《Playbill》. 2019년 11월 11일에 확인함.
31. ↑  Faulder, Liane (2019년 11월 9일). “Six amplifies empowering messages with Broadway-bound hit at the Citadel”. 《Edmonton Journal》. 2019년 11월 11일에 확인함.
32. ↑  Meyer, Dan (2019년 7월 29일). “Six Continues American Conquest With Ordway Engagement This Fall”. 《Playbill》. 2019년 7월 31일에 확인함.
33. ↑  McPhee, Ryan (2019년 11월 12일). “Six Finds Its Australian Royals as Musical Continues World Domination”. 《Playbill》. 2019년 11월 12일에 확인함.
34. ↑  Cooper, Nathanael (2019년 8월 6일). “Divorced. Beheaded. Live: Musical about Henry VIII's wives coming to Sydney”. 《The Sydney Morning Herald》. 2019년 8월 6일에 확인함.
35. ↑  Glynn, Leah (2020년 3월 23일). “Six the Musical”. 《Time Out》. 2020년 9월 16일에 확인함.
36. ↑  Cristi, A.A. (2019년 10월 30일). “SIX THE MUSICAL Will Tour Australia In 2020!”. 《BroadwayWorld.com》. 2019년 11월 8일에 확인함.
37. ↑  “Six the Musical”. 《sixthemusical.com》. 2021년 11월 6일에 확인함.
38. ↑  “Six the Musical's 2022-2023 Australian Tour | Review” (미국 영어). 2023년 1월 15일. 2024년 4월 11일에 확인함.
39. ↑  Bergman, Gabi (2023년 11월 28일). “SIX THE MUSICAL announces 2024 Australian tour!”. 2023년 11월 28일에 확인함.
40. ↑  Meyer, Dan (2020년 2월 24일). “Grosses Analysis: Six Snatches a Million-Dollar Crown in First Full Week on Broadway”. 《Playbill》. 2020년 5월 15일에 확인함.
41. ↑  Russo, Gillian (2020년 3월 12일). “Six holds reviews before Broadway opening is cancelled”. 《Broadway News》.
42. ↑  Ryan, Patrick (2021년 10월 10일). “They closed on opening night due to COVID; here's how 'Six' bounced back to rule Broadway”. 《USA Today》. 2021년 10월 17일에 확인함.
43. ↑  McPhee, Ryan (2021년 5월 6일). “Six Musical Announces New Broadway Opening Date”. 《Playbill》. 2021년 5월 7일에 확인함.
44. ↑  Appler, Michael (2021년 10월 5일). “'Six' Opening Is Joyous as Broadway Welcomes Its First New Musical Since Shutdown”. 《Variety》. 2021년 10월 16일에 확인함.
45. ↑  Evans, Greg (2019년 9월 10일). “Broadway's Upcoming 'Six' Musical Casts Wives Of Henry VIII”. 《Deadline》. 2019년 9월 11일에 확인함.
46. ↑  Team BWW. “VIDEO: Go Inside SIX's Opening Night on Broadway!”. 《BroadwayWorld.com》. 2021년 12월 31일에 확인함.
47. ↑  Meyer, Dan (2021년 11월 25일). “2021 Macy's Thanksgiving Day Parade Welcomes Broadway Casts of Six, Moulin Rouge!, Wicked, More, November 25”. 《Playbill》. 2021년 11월 29일에 확인함.
48. ↑  sixbroadway (2022년 4월 29일). “[Six OBC announcement]”. 《Instagram》. 2022년 4월 29일에 확인함.
49. ↑  Putnam, Leah (2022년 5월 2일). “Live Album From SIX's Broadway Opening Night to be Released”. 《Playbill》. 2022년 5월 2일에 원본 문서에서 보존된 문서. 2022년 5월 3일에 확인함.
50. ↑  “COVID19”. 《Broadway in Chicago》. 2020년 10월 21일에 확인함.
51. ↑  Di Nunzio, Miriam (2021년 6월 29일). “'Six' to launch national tour in Chicago next year, replacing 2021 engagement”. 《Chicago Sun-Times》. 2021년 7월 1일에 확인함.
52. ↑  Smith, Paul Art (2023년 10월 23일). “Original "Aragon" National Tour Cast To Star in Six On Broadway”. 《Broadway Direct》. 2024년 1월 8일에 확인함.
53. ↑  Putnam, Leah (2022년 3월 1일). “2nd North American Tour of Six to Launch in Las Vegas”. 《Playbill》. 2022년 3월 2일에 확인함.
54. ↑  Chong, Joshua (2023년 3월 7일). “Broadway juggernaut 'Six,' new Roy Orbison musical will be part of upcoming Mirvish season”. 《Toronto Star》. 2023년 3월 7일에 확인함.
55. ↑  Campbell, Janiece (2023년 6월 6일). “Canadian cast announced for Tony-winning musical "SIX," headed to Toronto's Royal Alexandra Theatre”. 《Toronto Star》. 2023년 6월 6일에 확인함.
56. ↑  Rabinowitz, Chloe (2024년 4월 3일). “Six Sets Final Extension for Run at Toronto's Royal Alexandra Theatre”. 《BroadwayWorld.com》 (영어). 2024년 4월 3일에 확인함.
57. ↑  “'Six the Musical' to be performed in Korea next March”. 《K Odyssey》. 2022년 12월 30일. 2023년 3월 3일에 확인함.
58. 1 2  “S. Korean production of global sensation 'Six the Musical' set to be on stage”. 《K Odyssey》. 2023년 2월 7일. 2023년 3월 3일에 확인함.
59. ↑  김소연 (2023년 4월 27일). “"이혼, 참수, 사망"… 여섯 부인의 운명은 기구했지만 무대의 흥은 폭발했다”. 한국일보. 2024년 6월 8일에 확인함.
60. ↑  신영은 (2023년 4월 19일). “비욘세가 여섯명, 무대 찢는 쎈 언니들 ‘식스 더 뮤지컬’ [커튼콜]”. 매일경제. 2024년 6월 8일에 확인함.
61. ↑  최정아 (2023년 6월 20일). “‘식스 더 뮤지컬’ 최초 한국 공연 25일 종연…최초의 최초로 가득”. 스포츠월드. 2024년 6월 8일에 확인함.
62. ↑  “Six to be performed in Japanese in the West End” (미국 영어). 2025년 4월 23일. 2025년 6월 4일에 확인함.
63. ↑  “SIX, musical, Teatr Syrena”. 《Teatr Syrena》 (폴란드어). 2023년 7월 11일. 2023년 7월 11일에 원본 문서에서 보존된 문서. 2023년 7월 11일에 확인함.
64. ↑  “Világsikerek a Madách színpadán”. 《Madách Színház》 (헝가리어). 2023년 4월 12일. 2023년 4월 12일에 확인함.
65. ↑  Kearse, Kerri (2021년 9월 6일). “Renaissance Women: Explore the Making of Six's Band”. 《Playbill》.
66. ↑  Fierberg, Ruthie (2019년 7월 29일). “Six Composer Toby Marlow Steps in at Sold-Out Shows After Cast Illnesses”. 《Playbill》. 2020년 1월 31일에 확인함.
67. ↑  “Six: The Musical (Studio Cast Recording) by SIX, Toby Marlow, & Lucy Moss”. 《Billboard》. 2022년 5월 19일에 확인함.
68. ↑  Wild, Stephi (2022년 3월 30일). “PHOTO: The Queens Of SIX Celebrate 1,000 Performances In London”. 《BroadwayWorld》. 2022년 5월 19일에 확인함.
69. ↑  “Official Soundtrack Albums Chart Top 50 – 19 May 2022”. 《Official Charts Company》. 2022년 5월 19일에 확인함.
70. ↑  “Official Compilations Chart Top 100 – 19 May 2022”. 《Official Charts Company》. 2022년 5월 19일에 확인함.
71. ↑  “Official Album Downloads Chart Top 100 – 19 May 2022”. 《Official Charts Company》. 2022년 5월 19일에 확인함.
72. ↑  “Cast Albums chart: May 14, 2022”. 《Billboard》. 2022년 5월 19일에 확인함.
73. 1 2  “British  certifications – Six” (영어). 영국 축음기 협회. 2022년 6월 27일에 확인함. Type Six in the "Search BPI Awards" field and then press Enter.
74. ↑  “British  certifications” (영어). 영국 축음기 협회. 2023년 4월 27일에 확인함.
75. ↑  “Six: The Musical (Sing-A-Long Edition) by SIX”. 《Apple Music》. 2022년 5월 19일에 확인함.
76. ↑  Putnam, Leah (2023년 5월 6일). “SIX Broadway Opening Night Live Album Released May 6”. 《Playbill》. 2024년 1월 8일에 확인함.
77. 1 2  Moynihan, Caitlin (2022년 5월 2일). “Six to Release Original Broadway Cast Recording Six: Live on Opening Night”. 《Broadway.com》. 2022년 5월 19일에 확인함.
78. 1 2  Rabinovitz, Chloe (2022년 5월 19일). “Six Original Broadway Cast Recording Debuts at #1 on Billboard's Cast Album Chart”. 《BroadwayWorld》. 2023년 3월 7일에 확인함.
79. 1 2  King, Eric (2020년 6월 30일). “Now List 2020: Toby Marlow and Lucy Moss Are Writing Inclusivity (And Hilarity) Into Their Historical Musical Theater”. 《Them.》.
80. ↑  “Katheryn Howard: In Fact and Fiction”. 《Tudor Times》. 2020년 8월 5일. 2021년 5월 25일에 확인함.
81. ↑  《All Things Anne Boleyn with Professor Suzannah Lipscomb》, 2021년 5월 25일에 확인함
82. ↑  Ramsey, Colby (2019년 6월 4일). “DPA d:facto plays starring role in SIX the Musical”. 2023년 8월 29일에 확인함.
83. ↑  Cavendish, Dominic (2018년 8월 28일). “Six review, Arts Theatre: gloriously musical meeting with all Henry VIII's wives”. 《The Telegraph》. ISSN 0307-1235. 2019년 8월 18일에 확인함.
84. ↑  Gardner, Lyn (2018년 1월 10일). “Six review – Henry VIII's wives form girl band to take a pop at history”. 《The Guardian》. ISSN 0261-3077. 2019년 8월 18일에 확인함.
85. ↑  Jones, Chris (2019년 5월 23일). “Now at Chicago Shakes, 'Six' gives these Tudor wives a voice and could be a huge hit”. 《Chicago Tribune》. 2019년 5월 27일에 확인함.
86. ↑  Weiss, Hedy (2019년 5월 23일). “In Knockout Musical 'Six,' King Henry VIII's Wives Have Their #MeToo Moment”. 《WTTW》. 2019년 5월 27일에 확인함.
87. ↑  Weinberg, Rachel (2019년 5월 25일). “BWW Review: SIX at Chicago Shakespeare Theater”. 《BroadwayWorld.com》. 2019년 5월 27일에 확인함.
88. ↑  Green, Jesse (2019년 6월 2일). “On Chicago's Stages, Women With Problems”. 《The New York Times》. ISSN 0362-4331. 2019년 7월 18일에 확인함.
89. ↑  Green, Jesse (2021년 10월 3일). “Review: In 'Six,' All the Tudor Ladies Got Talent”. 《The New York Times》. 2021년 10월 4일에 확인함.
90. ↑  Rizzo, Frank (2021년 10월 3일). “'Six' Review: Long Live These Broadway Queens”. 《Variety》. 2021년 10월 4일에 확인함.
91. ↑  Oleksinski, Johnny (2021년 10월 3일). “'Six' finally opens on Broadway — and it's a royal good time”. 《New York Post》. 2021년 10월 4일에 확인함.
92. ↑  Rooney, David (2019년 4월 7일). “Olivier Awards 2019: Full Winners List”. 《The Hollywood Reporter》. 2021년 1월 18일에 확인함.
93. ↑  Diamond, Robert. “Breaking News: Drama League Announces 2020 Nominations”. 《BroadwayWorld.com》. 2020년 5월 1일에 확인함.
94. ↑  Wild, Stephi (2022년 5월 9일). “Cast Of SIX Performed in Times Square Today Following Tony Nominations”. 《BroadwayWorld》. 2022년 5월 12일에 확인함.
95. ↑  Gans, Andrew (2022년 5월 16일). “Six, Kimberly Akimbo Lead 2022 Drama Desk Award Nominations; See the Full List”. 《Playbill》.
96. ↑  “71st Outer Critics Circle Awards”. 《Outer Critics Circle Awards》. 2022년 5월 17일에 확인함.
97. ↑  Wood, Alex (2022년 11월 15일). “Grammys: Six, Into the Woods, Caroline, or Change, MJ The Musical, Mr. Saturday Night, A Strange Loop nominated”. 《WhatsOnStage》. 2022년 11월 15일에 확인함.
98. 1 2  Putnam, Leah (2022년 6월 6일). “Six to Be Filmed Live in West End With Original London Cast”. 《Playbill》. 2023년 3월 2일에 확인함.
99. ↑  Thomas, Sophie (2022년 6월 7일). “'Six' musical film to be recorded in the West End”. 《London Theatre》. 2023년 3월 2일에 확인함.
100. ↑  Moynihan, Caitlin (2022년 6월 6일). “Six to Be Filmed Live in London with Original West End Stars”. 《Broadway.com》. 2023년 3월 2일에 확인함.
101. ↑  “Six to be shown in cinemas” (미국 영어). 2025년 1월 13일. 2025년 1월 13일에 확인함.
102. ↑  “Original West End Six Queens reunite on new number by Toby Marlow and Lucy Moss” (미국 영어). 2025년 4월 1일. 2025년 4월 7일에 확인함.
103. ↑  Daniels, Nicholas (2020년 10월 28일). “Six The Musical film adaptation "still in talks" according to Moss and Marlow”. 《London Theatre Direct》. 2023년 3월 2일에 확인함.
104. ↑  Roberts, Lara (2022년 4월 28일). “After the musical Six comes SVN – meet the group redefining girl power in 2022”. 《Big Issue》.
105. ↑  Smith, Carl (2022년 8월 4일). “Meet brand-new girl group SVN”. 《Official Charts》.
106. ↑  정지윤 (2024년 2월 20일). “트럼프의 여인들 다룬 패러디 뮤지컬 무대 선다…"민주주의 미래 걸려"”. 《뉴스1》. 2024년 6월 8일에 확인함.